# Чернівецька вища гімназія

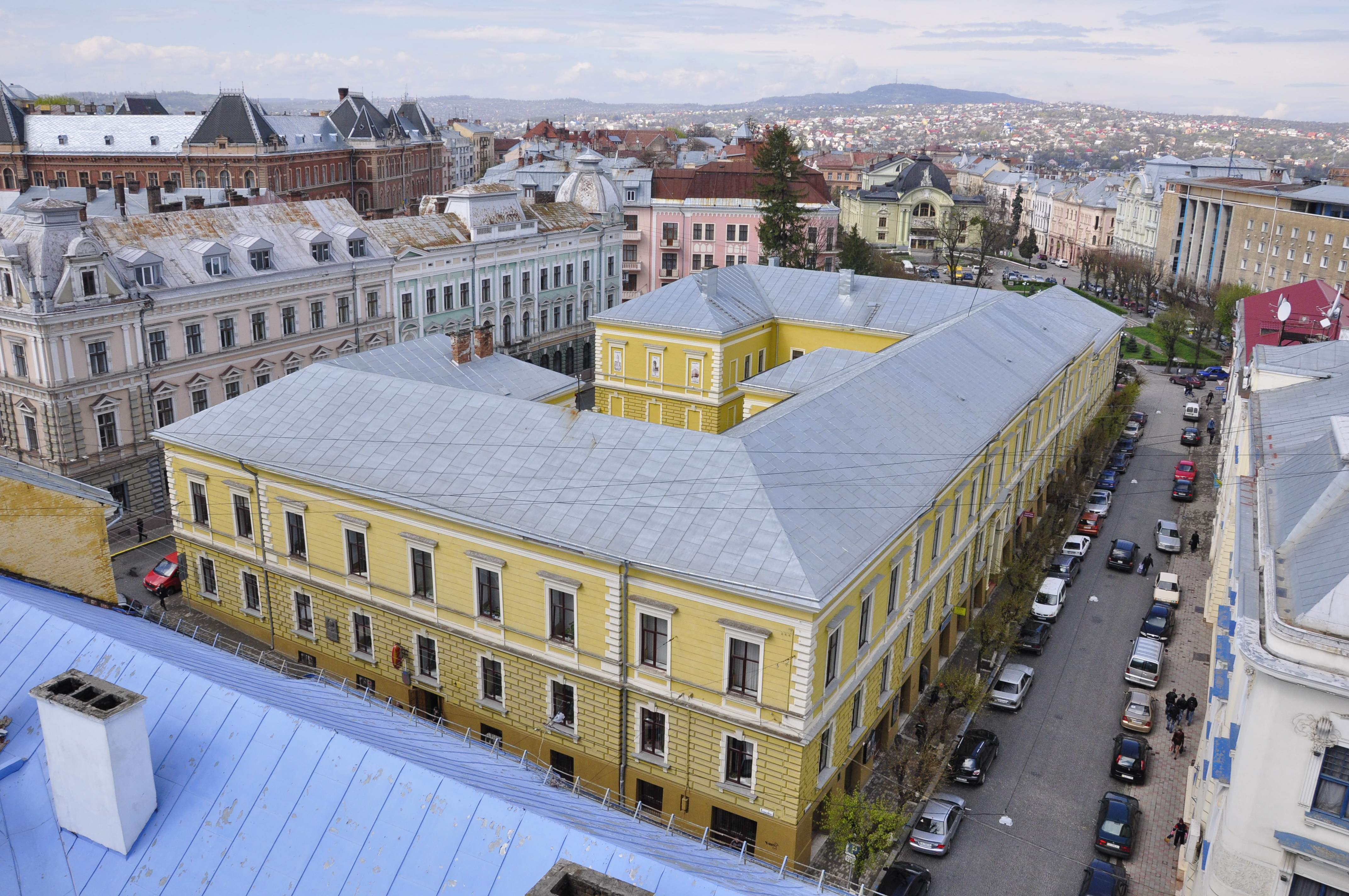

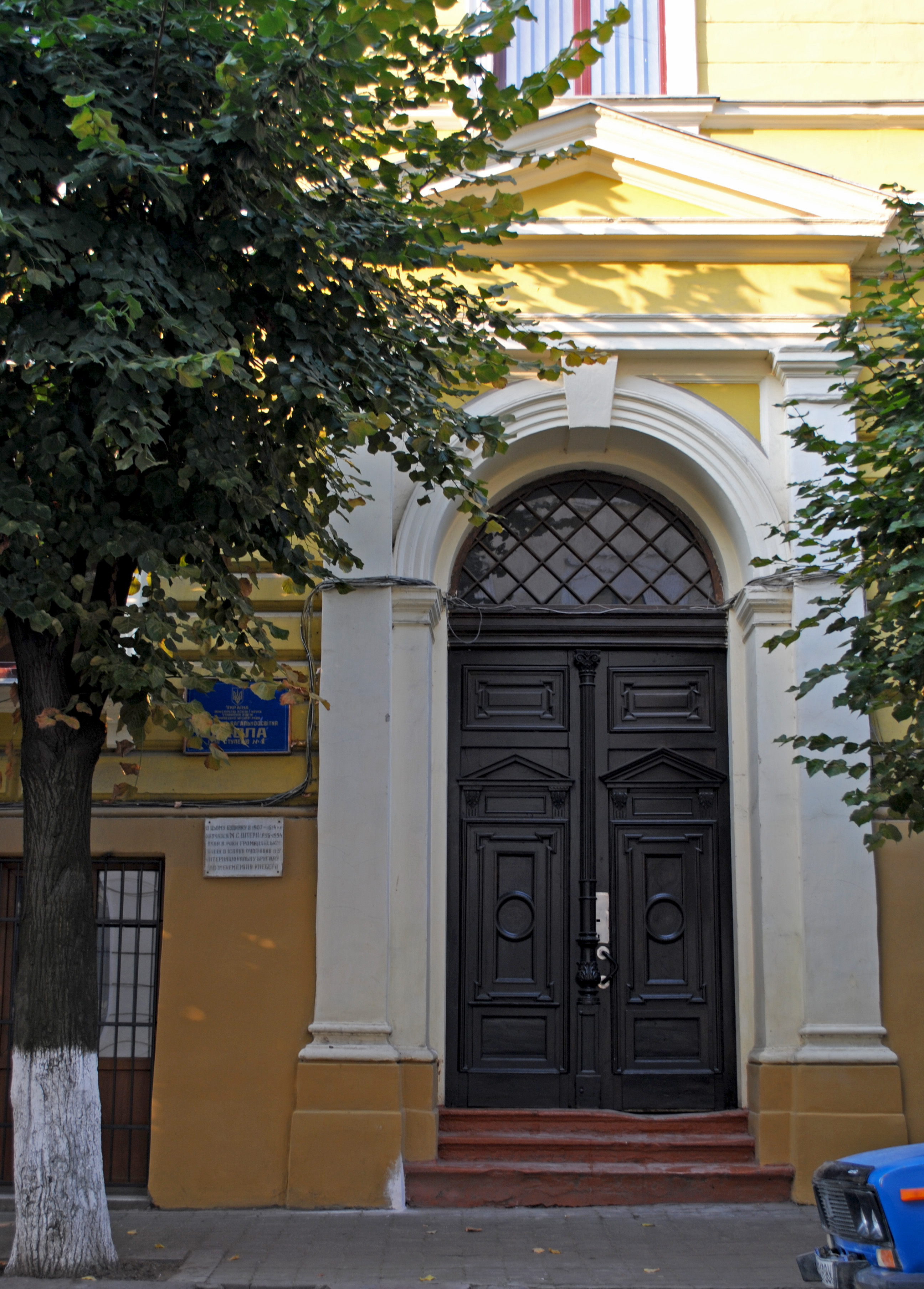

Вінтажна фотографія (до 1900 років)

Чернівецька вища гімназія — навчальний заклад, заснований 16 грудня 1808 року.
В часи, коли Чернівці були частиною Габсбурзької імперії школа мала назву Chezaro-Crăiesc State Gymnasium (німецькою k. k. I. Staatsgymnasium Czernowitz).
Нині це Чернівецька Загальноосвітня Школа І-ІІІ ступенів № 1: початкова школа (1-4 класи), середня (5-9 класи) та старша (10-11 класи).

## Історія
Разом із Галичиною та Трансільванією Буковина мала завершити монархію Габсбургів на сході. На сході коронних земель були лише звичайні школи в таких містах як Чернівці, Сучаві, Сереті та Радівці. Львівська губернія хотіла побудувати в Чернівцях шестикласну гімназію. Комісія у Відні затвердила сільську середню школу з п'ятьма класами і дворічним курсом філософії. Вищу школу відкрив Франц II 16 грудня 1808 року з 24 учнями. Головною метою була солідна підготовка греко-православного духовенства. Єпископ Даніель Влахович опікувався духовною освітою.
У 1812–1813 році школа була повною п'ятикласною сільською гімназією. З Відня та Лемберга вимагалося достатнє знання німецької мови. Мовою викладання математики була латинська мова. Починаючи з 3-го класу, грецьку мову викладали за хрестоматією.
У 1816–1817 році школу відвідували Франц II і Кароліна Авґуста Баварська. На початку 1817–1818 навчального року школа переїхала зі старої полкової канцелярії в будинок ліцею.
У вересні 1850 року у Чернівцях вперше склали матуру (іспити). У грудні 1857 року установа перейшла з найнижчого рангу до вищого.
У 1859 році в гімназії навчалося 622 учні. На прохання греко-православної консисторії надано дозвіл грецьким православним релігійним учителям викладати румунською мовою. (Указом від 11 листопада 1872 року)
Після заснування університету Франціско-Йозефіна (нині Чернівецький національний університет імені Юрія Федьковича) в 1875 році більшість студентів хотіли вивчати право, філософію та теологію. У 1880–1881 навчальному році в гімназії навчалося 832 учні. Викладали німецьку, латинську, русинську та румунську мови, а з часом також вірменську, англійську та італійську.
Після візиту Пауля Ґауч фон Франкентурну в 1887 році, школа отримала розширення.
В 1900 році у школі навчалося близько 900 учнів. Тому міністр культури Вільгельм фон Гартель заснував філію в Чернівцях в 1901–1902 роках. Через 5 років відділення було віднесено до III класу — Незалежна державна вища школа.
У міжвоєнний період, коли Буковина була у складі Румунії, школа отримала назву Liceul «Aron Pumnul» на честь першого вчителя, який викладав тут румунську мову і була призначена виключно для румунів. З наступного року ця гімназія працювала в приміщенні колишньої гімназії № 1. На початку 1918 року було 30 викладачів, навчали 344 румунських православних учнів.
У 1935–1936 навчальних роках тут навчалося 675 учнів і викладало 37 учителів.
Під час Другої світової війни це була єдина середня школа, яка діяла в місті.

### Відомі викладачі:
- Феоктист Блажевич
- Ян Мікулич-Радецький
- Ернст-Рудольф Нойбауер

### Відомі учні:

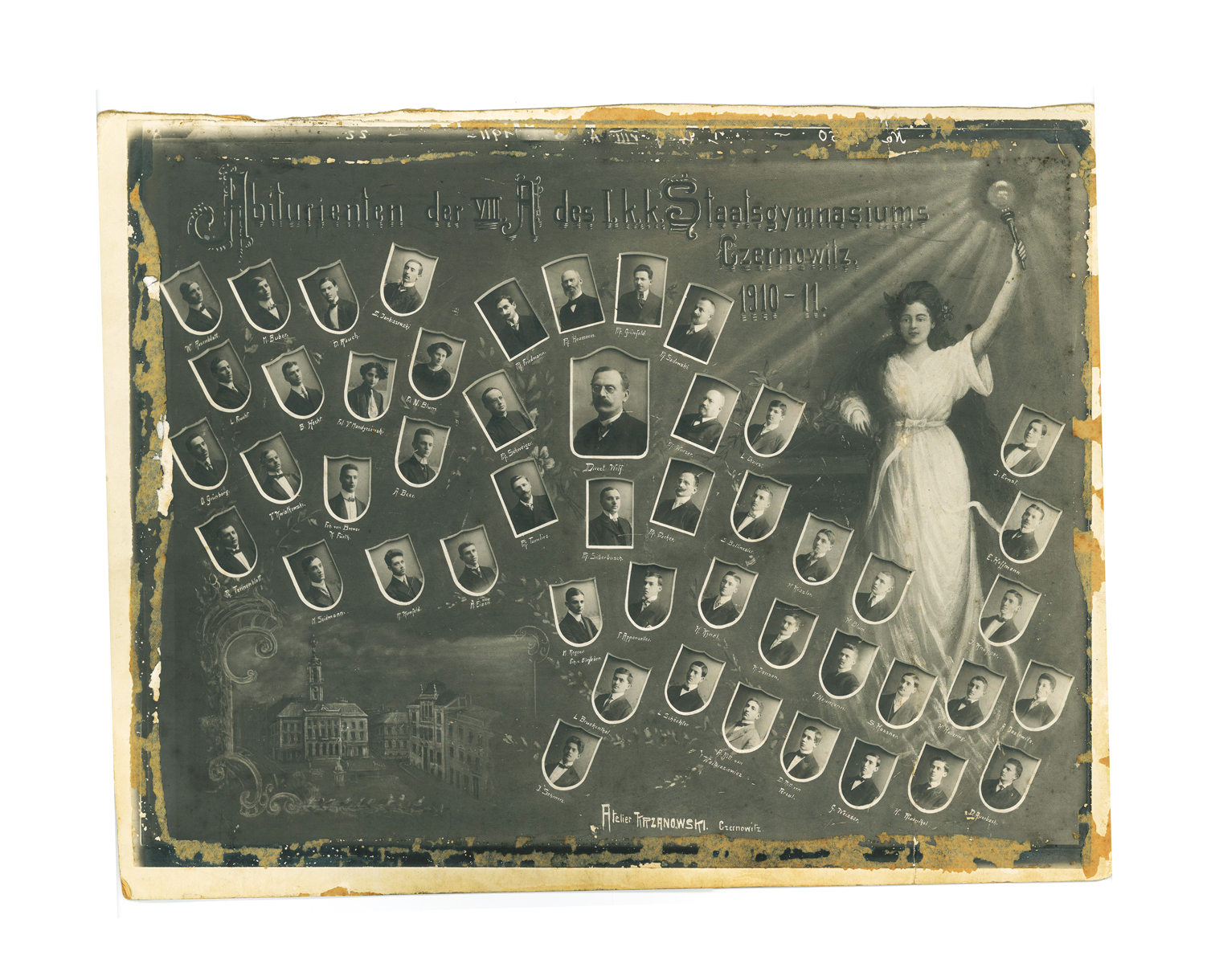
Випускники 1910—1911 років

- Микола Василько
- Сидір Воробкевич
- Міхай Емінеску
- Євген Козак
- Євсевій Мандичевський
- Василь Митрофанович
- Ян Мікулич-Радецький
- Едуард Райс
- Володимир Репта
- Людовик Симигинович-Штауфе
- Теодор Тарнавський
- Костянтин Томащук
- Карл-Еміль Францоз
- Пауль Целан
- Бриндзан Касіян

### Директори:

Річний звіт - 1844 рік
Anton Kral[1]
Josef Nahlowsky[2]
J. A. Kahlert[3]
Christof Würfl
Heinrich Klauser
Karl Tumlirz
Stephan Wolf

### Педагогічні колективи:

1878 рік
1908 рік